# Хай-энерджи
Хай-энерджи (англ. high energy) или Hi-NRG — жанр электронной танцевальной музыки, более быстрый и «технонизированный» вариант диско, появившийся в Великобритании в конце 1970-х годов. Для жанра характерны высокий темп, сильный вокал, броский текст, лёгкие, но цепляющие мелодии, доминирование синтезаторного баса и ковбеллов.

## История
Бас-линия «four-on-the-floor», введённая композитором Джорджо Мородером в знаменитой песне «I Feel Love» (1977), исполняемой Донной Саммер, соединилась с более сильным битом. В результате получился устойчивый, монотонный бас с ударными. Эта песня задала ритм Hi-NRG. В 1977 году, давая интервью, Донна Саммер сказала: «Песня стала хитом, потому что она полна энергии» («this song became a hit because it has a high-energy vibe») — так термин high-energy вошёл в музыкальную индустрию. Характерный темп: 130—140 ударов в минуту.
В 1980-х годах термин «high-energy» преобразовался в сокращение «Hi-NRG» и стал обозначать не только высокотемповое диско, но и целый жанр, характеризующийся энергичным секвенсированным синтезатором-стаккато, задающим басовые линии, чаще всего заменяющие хай-хэт, с чередованием резонирующих и приглушённых нот, подчёркивающим высокий темп. Жанру также присуще активное использование звука «клэп» на драм-машинах.
Новый импульс к развитию стиль получил в середине 1980-х годов, когда итало-диско начало эволюционировать в евробит/евродэнс; параллельно «Hi-NRG» оказал влияние на развитие таких жанров как техно и хаус. Многочисленные европейские электронные проекты 1990-х годов исполняли так называемый евро-энерджи. Серия сборников «Maharaja Night Hi-NRG Revolution», выходившая с 1992 по 1998 годы (27 выпусков), содержит много музыкальных проектов 90-х.

## Представители стиля
- Bananarama
- Bardeux[англ.]
- Бобби Орландо (Bobby Orlando)
- Dead Or Alive
- Дивайн (Divine)
- Донна Саммер (Donna Summer)
- Эвелин Томас (Evelyn Thomas[англ.])
- Fancy[источник не указан 1574 дня]
- Fun Fun[англ.]
- Хейзелл Дин (Hazell Dean)
- Лаура Брэниган (Laura Branigan)
- Lime
- Lipps Inc.
- Man 2 Man[англ.]
- New Order
- Микел Браун (Miquel Brown[англ.])
- Патрик Каули (Patrick Cowley)
- Мираж
- Пол Паркер (Paul Parker)
- Пол Лекакис (Paul Lekakis[англ.])
- Стейси Кью[англ.]
- Sylvester
- The Flirts
- Trans-X